# Kō Machida
Kō Machida (町田 康, Machida Kō), né le 15 janvier 1962, est un écrivain japonais.
Ancien chanteur de punk rock (il a été le chanteur du groupe Machida Kō and the Glory et s'est d'abord fait connaître sous le nom de Machida Machizo), il est l'un des artistes japonais les plus influents de sa génération. Il a reçu pour son livre Charivari (きれぎれ, kiregire), le plus prestigieux prix littéraire japonais, le Prix Akutagawa.
Il a joué dans le film H Story (une variation autour de Hiroshima mon amour) de Nobuhiro Suwa, au côté de Béatrice Dalle.

## Œuvres traduites en français
- Kemonogare, oira no saru to (けものがれ、俺らの猿と?), 1998 (Tribulations avec mon singe, Actes Sud, 2003). Adapté au cinéma en 1998 avec notamment Masatoshi Nagase.
- Kiregire (きれぎれ?), 2000 (Charivari, Philippe Picquier, 2004). Prix Akutagawa 2000.
- Panku zamurai, kirarete sōsō (パンク侍、斬られて候?), 2004 (Punk Samouraï : (… Raââh, je me meurs…), Actes Sud, 2021, roman traduit du japonais par Patrick Honnoré). Adapté au cinéma en 2018 avec notamment Keiko Kitagawa, Tadanobu Asano et Masatoshi Nagase.